# کارلی‌جا (بایبورد)
کارلی‌جا {{ترکی|Karlıca) (به ارمنی: Ջուրմավանց) (به کردی: Cumevank) یک منطقهٔ مسکونی در ترکیه است که در بایبورد واقع شده‌است. کارلی‌جا ۷۴ نفر جمعیت دارد.